# Chiesa di San Lorenzo (Orino)
La chiesa di San Lorenzo è una luogo di culto cattolico di Orino, in provincia di Varese e diocesi di Como; fa parte del vicariato di Canonica e Cittiglio ed è sussidiaria della parrocchiale della Beata Vergine Immacolata.
Si trova all'incrocio tra via San Lorenzo e via Europa (SP 39).

## Storia
La prima testimonianza dell'esistenza della chiesa risale al XIV secolo ed è rappresentata da un documento attestante le proprietà della chiesa, datato 5 novembre 1330 ed attualmente conservato nell'archivio della plebana di San Lorenzo in Cuvio. Costituì la prima sede della parrocchia del Comune

È stata oggetto di numerosi restauri.

## Descrizione
Dal punto di vista architettonico, la chiesa di San Lorenzo si presenta con linee semplici e sobrie.
L'interno è a navata singola con coro a volta e la copertura, che un tempo era in semplice tavolato, si presenta oggi con travi e tegole a vista.
L'originaria pavimentazione in cotto è stata sostituita con una copertura in marmo ed è stato aggiunto un soppalco posteriore in cui trovano posto il coro e l'organo, costruito dalla ditta Mascioni di Comacchio e trasferito dalla chiesa della Beata Vergine.
L'ancona è costituita da un dipinto ad olio su tavola di legno con protezione in vetro che raffigura San Lorenzo accompagnato dai simboli canonici della graticola e della palma del martirio. L'opera è stata attribuita a Giovanni Mauso della Rovere detto il Fiammenghino (1575-1640).
Sul sagrato della chiesa è presente un tiglio secolare (Tilia cordata), censito come Albero monumentale del Parco Regionale Campo dei Fiori dalla Regione  Lombardia, che alla data del censimento presentava una circonferenza è di 387 cm e un'altezza di 22m.